# Ronald Anthony Parise
Ronald Anthony Parise dr.  (Waren, Ohio, 1951. május 24. – Silver Spring, Maryland, 2008. május 9.) olasz származású amerikai tudós, űrhajós.

## Életpálya
1973-ban a Youngstown State University (Ohio) keretében fizikából diplomázott. 1979-ben a University of Florida keretében csillagászatból doktorált. Az Operations Research Inc. (ORI) munkatársaként a NASA küldetések kockázatelemzésével (követelmények, hibajelenségek) foglalkozott. 1980-tól a Computer Sciences Corporation megbízásából a nemzetközi Ultraviolet Explorer (IUE) felelős igazgatójaként a űrrepülőgépen alkalmazható csillagászati eszköz programján dolgozott (fejlesztés, optikai- és mechanikai tervezés, kivitelezés, integráció).
1984. június 20-tól a Lyndon B. Johnson Űrközpontban részesült űrhajóskiképzésben. Kiképzett űrhajósként 12 éven keresztül az Ultraviolet Imaging Telescope (ITU) program szakértője. Szakmai felkészültségét felhasználták más, emberes űrprogramokban is (Mir, ISS, X–38). Két űrszolgálata alatt összesen 25 napot, 14 órát és 13 percet (614 óra) töltött a világűrben. Űrhajós pályafutását 1995. március 18-án fejezte be. A Goddard Space Flight Center kutatója.

## Űrrepülések
- STS–61–E űrrepülés kijelölt rakományfelelőse (ASTRO specialista). A Challenger-katasztrófát követően törölték a tervezett csillagászati ASTRO–1 programot.
- STS–35, a Columbia űrrepülőgép 10. repülésének rakományfelelőse (ASTRO specialista). Amatőr rádiósként lehetősége volt földi kapcsolatok létesítésére. Első űrszolgálata alatt összesen 8 napot, 23 órát, 05 percet és 8 másodpercet töltött a világűrben. 6 000 658 kilométert (3 728 636 mérföldet) repült, 144 alkalommal kerülte meg a Földet.
- STS–67, a Endeavour űrrepülőgép 8. repülésének rakományfelelőse (ASTRO specialista). Az ASTRO–2 csillagászati űreszköz kutatási programjának segítése. Amatőr rádiósként lehetősége volt földi kapcsolatok létesítésére. Második űrszolgálata alatt összesen 16 napot, 15 órát és 8 percet (399 óra) töltött a világűrben. 11 100 000 kilométert (6 900 000 mérföldet) repült, 262 kerülte meg a Földet.